# Джо Бойд
Джо Бойд (англ. Joe Boyd; народився 5 серпня 1942) — американський продюсер та колишній власник компанії Witchseason. Бойд відіграв важливу роль у просуванні кар'єри Ніка Дрейка, Fairport Convention та The Incredible String Band.

## Кар'єра
Бойд народився в Бостоні, штаті Массачусетс та виріс в Принстоні, Нью-Джерсі. Він відвідував Помфрет Скул в Помфреті, штат Коннектикут. Джо Бойд вперше став просувати блюзових артистів під час навчання в Гарвардському університеті, а 1964 року здійснив свій перший візит до Великої Британії, і повернувшись на наступний рік створив там заокеанський офіс Elektra Records. У підсумку він оселився в Лондоні.
Велику популярність йому принесла його робота з британськими фолк та фолк-рок артистами, в тому числі його робота з The Incredible String Band, Мартіном Карті, Ніком Дрейком, Джоном Мартіном, Fairport Convention та Річардом Томпсоном. Деякі з них були спродюсовані його компанією Witchseason. Він також став одним із засновників
Лондонського клубу «UFO» та працював з Pink Floyd (з якими він записав їх перший сингл Arnold Layne) та Soft Machine.
У сімдесяті роки Бойд повернувся в Штати, для монтажу однойменного документального фільму про Джиммі Гендрікса (1973) та продюсування записів Кейт і Ганни Макгарігал та інших виконавців. Він заснував свій власний лейбл Hannibal (нині частина Rykodisc), на якому вийшли записи Річарда Томпсона та багато різних дисків етнічної музики. Бойд також спродюсував третій альбом гурту R.E.M. Fables of the Reconstruction (1985), а також записи
Біллі Брегга та 10,000 Maniacs.
Джо Бойд виконував роль виконавчого продюсера в художньому фільмі Скандал, за участю Джона Гарта та Бріджит Фонда в головних ролях.
Він покинув Hannibal/Ryko 2001 року і написав книгу про створення музики 1960-х років під назвою «White Bicycles — Making Music in the 1960s», що вийшла у травні 2006 року у видавництві Serpent's Tail у Великій Британії.
Бойд також був суддею на врученні 7-й щорічної Незалежної Музичної Премії (The Independent Music Awards).